# Fettfilter
Fettfilter entziehen dem angesaugten Wrasen weitgehend Fett und Öl. Einsatzgebiet sind z. B. Dunstabzugshauben.

## Filter-Typen

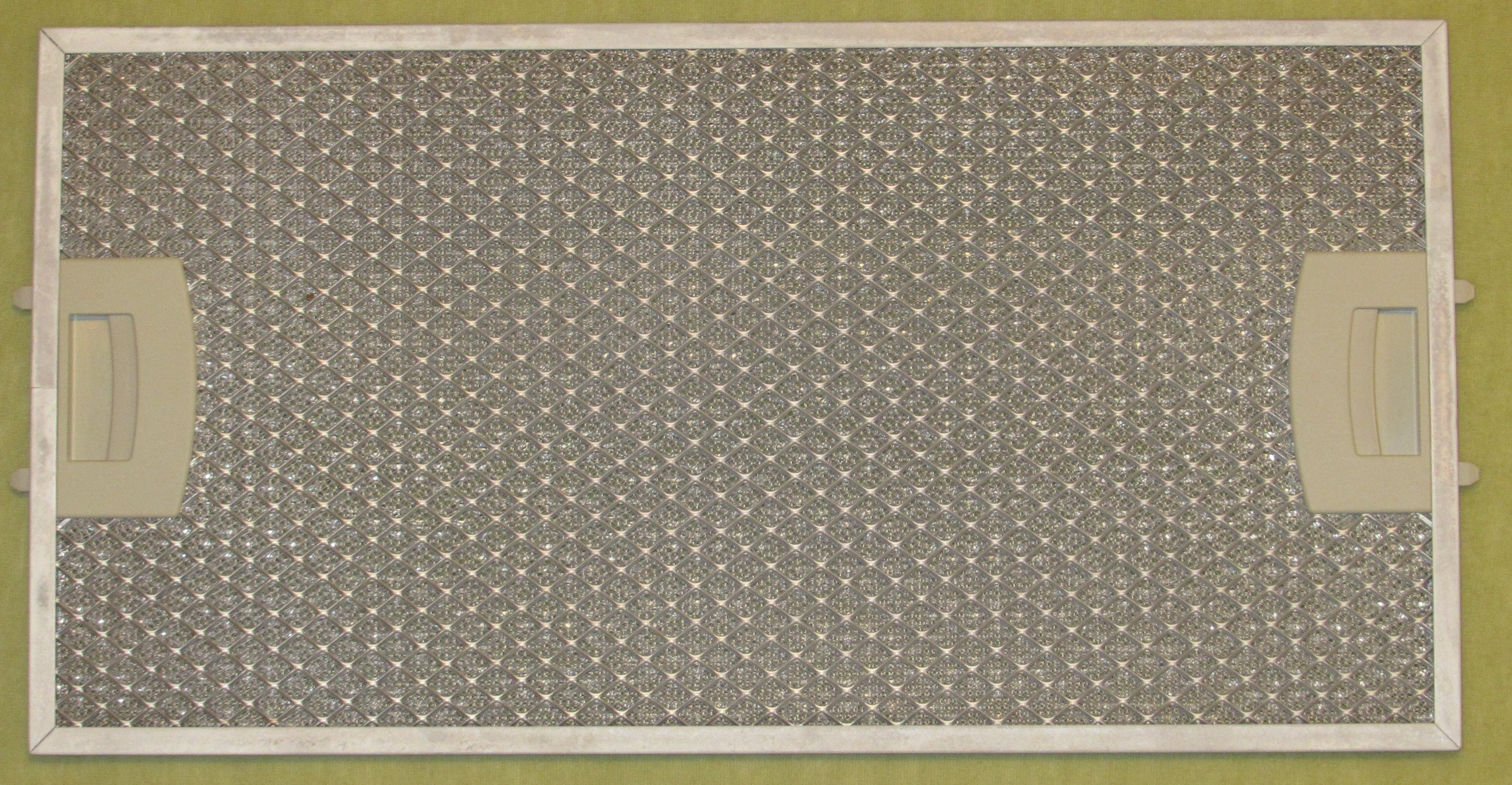
Filter einer Dunstabzugshaube aus Metall

Fettfilter gibt es als:

### Streckmetallfilter
4 bis 14 Lagen Streckmetall
Fettabscheidegrad 75 bis 98 %

### Papierfilter
Spezialfilterpapier z. T. mit Sättigungsindikator.
Muss nach Sättigung ausgetauscht werden.

### Vliesfilter
bestehen aus einer wenige mm starken Vlieslage.
Muss nach Sättigung ausgetauscht werden.

### Labyrinthfilter
Im Labyrinthfilter wird der Luftstrom mäanderförmig um entsprechend ausgebildete Filterelemente geleitet.
Dabei scheidet sich das Fett an den Oberflächen der Filterelemente ab und sammelt sich in den unteren Rinnen.

## Brandgefahr
Um einer Brandgefahr vorzubeugen, sind alle Einwegfilter rechtzeitig auszutauschen und alle Metallfilter rechtzeitig zu reinigen. Altes abgelagertes Fett hat einen niedrigen Flammpunkt und kann sich durch die aufsteigende Wärme oder durch Tropfen auf den heißen Herd entzünden.

## Reinigung und Pflege
Das Reinigen von Metallfiltern (z. B. in der Geschirrspülmaschine oder mit einer intensiven  Spülmittellösung) sollte nicht gemeinsam mit anderen Geschirr erfolgen, da sich Speisereste im Gewebe des Fettfilters festsetzten können. Bei der Reinigung von Hand sollte der Fettfilter in einer heißen Spüllauge (keine aggressiven, säure- oder laugenhaltigen Spülmittel verwenden) eingeweicht werden. Anschließend gut abbürsten, ausspülen und trocknen lassen.
Werden stark verfettete Filter mit zu wenig Reinigungsmittel gespült, so verseifen die Fette und sind dann durch normale Reinigungsmittel nicht mehr lösbar. Diese Fettfilter können dann nur noch mit aggressiven Spezialreinigern entfettet oder müssen ausgetauscht werden.